# Giada Greggi
Giada Greggi, född den 18 februari 2000 i Rom, är en italiensk fotbollsspelare.

## Karriär
Giada Greggi inledde sin seniorkarriär i SSD Res Roma år 2014. Hon värvades år 2018 av AS Roma. Hon har även representerat det italienska damlandslaget där hon debuterade år 2019.